# Notonectidae
Los notonéctidos (Notonectidae, gr. "nadadores de espalda") son una familia de insectos acuáticos del orden Hemiptera, comúnmente conocidos como nadadores, garapitos, barqueritos, abejas de agua, picahuevo, limpia aguas,  tapaculos, picaculos o dos patas, con la característica de nadar al revés, es decir con el dorso abajo. El género más común es Notonecta, insectos con forma hidrodinámica con un cuerpo robusto, de hasta 16 mm de largo, de color verde, marrón o amarillento. Estos insectos acuáticos nadan sobre sus espaldas, remando vigorosamente con su largas y peludas patas traseras.

## Características
Todos ellos son depredadores, hasta cerca de 2 cm de tamaño. Son similares en apariencia a Corixidae, pero pueden ser diferenciados por diferencias en su coloración dorsal, patas delanteras, y el comportamiento depredador. Su dorso convexo es de color claro sin estrías cruzadas. Sus tarsos delanteros no son en forma de cuchara y sus patas traseras tienen flecos para la natación.

## Taxonomía
Hay dos subfamilias, Notonectinae y Anisopinae, cada uno con cuatro géneros. 

## Historia natural
Son depredadores y atacan a presas tan grandes como renacuajos y peces pequeños, y puede causar una dolorosa picadura a un ser humano si es molestada o acorralada. Habitan en agua dulce, por ejemplo, lagos, piscinas, pantanos, y se encuentran a veces en los estanques de jardín. Pueden volar bien y así migran con facilidad a nuevos hábitats.
En contraste con otros insectos acuáticos que se aferran a objetos sumergidos; utilizan un sistema único para permanecer sumergidos: usan el suministro extra de oxígeno de la hemoglobina de su abdomen, en lugar de utilizar el oxígeno disuelto en el agua. El tamaño de estas burbujas de aire, que le proporcionan la flotabilidad, van cambiando según el nitrógeno se disuelve en la sangre y el oxígeno se utiliza en la respiración. Esto permite la regulación del tamaño de las burbujas de aire y su concentración de oxígeno.

## Diversidad

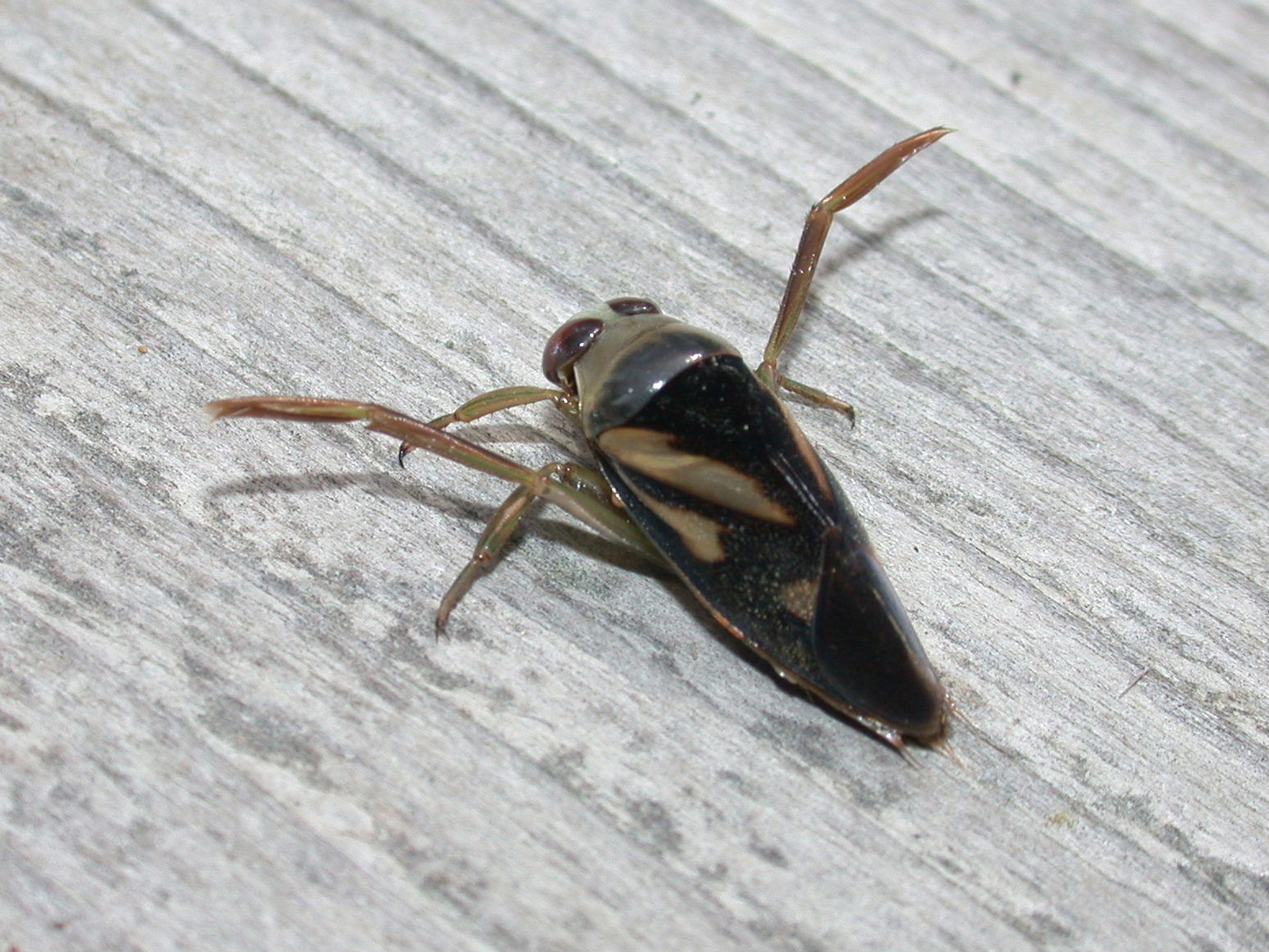
Notonecta triguttata

Una de las especies más comunes de Notoctenidae es Notonecta glauca, muy extendida en Europa. Otra especie es N. maculata, que se distingue por las antenas moteadas de color ladrillo.
En América, las especies más conocidas son Buenoa amnigenus, Buenoa antigone, Buenoa fuscipennis, Buenoa platycnemis, Buenoa salutis, Martarega membranacea, Notonecta disturbata y Notonecta sellata.